# LibreOffice Impress
LibreOffice Impress（又稱Impress），是文檔基金會開發的LibreOffice生產力軟體的一部分。是一個功能與Microsoft PowerPoint相近，且可與Microsoft PowerPoint檔案相容的「簡報編輯」軟體。「LibreOffice簡報」可以瀏覽、編輯並存成多種格式（包含Microsoft PowerPoint使用的.ppt檔）。此外還可將檔案轉換為PDF檔，讓電腦上裝有PDF閱讀器的使用者觀看簡報。
相較於Microsoft PowerPoint，「LibreOffice簡報」因為是自由軟體，所以可以免費下載或自由散布等優點。
「LibreOffice簡報」使用者可安裝開放美工圖庫。Linux發行版Debian, Gentoo, Mandriva與Ubuntu等已提供openclipart套件供使用者下載安裝。

## 外部連結
- 官方网站